# Hydractinia canalifera
Hydractinia canalifera är en nässeldjursart som beskrevs av Wilfrid Arthur Millard 1957. Hydractinia canalifera ingår i släktet Hydractinia och familjen Hydractiniidae. Inga underarter finns listade i Catalogue of Life.